# Holothuria albifasciata
Holothuria albifasciata, nomen dubium, is een zeekomkommer uit de familie Holothuriidae.
De wetenschappelijke naam van de soort werd in 1834 gepubliceerd door Quoy & Gaimard.